# محمد بن عبد الله الوزير
الاِمام  محمد بن عبد اللّه الوزير (المنصور باللّه) من مواليد 20 شعبان 1217هـ - 1802م. إمام اليمن منذ 1270هـ - 1853م حتى إخراجه من صنعاء في نفس العام واستمر داعيا لنفسه بالإمامة في وادي السر بني حشيش حتى وفاته في سنة 1307 هـ - 1889م.
درس العلم والقران في محل ال الوزير في هجره السر ثم دخل إلى صنعاء ليكمل دراسته في الجامع الكبير على يد مشائخها وأخذ إجازاتهم العلمية.

## دخوله إلى صنعاء وتوليه الإمامة
في فترة اعترت الدولة في صنعاء الفتنه والمشاكل المتعددة، توجه إلى صنعاء في يوم الجمعة السابع من سنة 1270هجرية الموافق 1853م، وتوجه إلى الجامع الكبير وبعد أن صلى الجمعة ذهب إلى دار الطواشي وفي يوم السبت خرج للنظر في قضايا الأمة، لم يستمر في وجوده داخل صنعاء طويلا واضطر بعد فترة وجيزة لترك صنعاء والدعوة لنفسه بالإمامة في وادي السر في بني حشيش حتى وفاته بعد استئثار الإمام المحسن بن أحمد على الحكم في صنعاء حتى دخول الأتراك إليها ونقل مقر إمامته إلى حوث مع بقاء دعوات منافسة له كدعوة الإمام الوزير.

## مؤلفاته
- إيضاح البراهين والدلائل على ما أشكل من المسائل.
- جواهر اللآل في حل الإشكال ونسب مذهب الآل.(في الرد على المقبلي، والجلال) وسمي أيضاً (فرائد اللآل). قال السيدمجد الدين المؤيدي: جمع فيه من علوم آل محمد وبيان عقائدهم، وحل شبه من عدل عن الطريق الأقوم والصراط الأعظم ما يثلج الخاطر ويقر الناظر، ويسمى أيضاً: (لآلى الفرائد وجواهر الفوائد) و(نفائس اللالئ في نحور عرائس الأماني)، وهو ـ خ ـ ضمن مجموع ـ خ ـ سنة 1339هـ بمكتبة السيد محمد عبد العظيم الهادي، أخرى ج1، ج2 مكتبة آل الهاشمي ـ خ ـ سنة 1335هـ، أخرى في خزانة القاضي حسين السياغي.
- الدراري المشرقة والشهب المحرقة.(رسالة) في أصول الدين، ـ خ ـ رقم 55 (علم الكلام) _ المكتبة الغربية.
- الرسالة الشمسية في الرد على رسالة الكبسي.ـ خ ـ رقم 111 (كلام)، ق21 ـ 36 _ المكتبة الغربية.
- رسائل الإمام المنصور. (مجموع رسائله وكتبه، 16 كتاب ورسالة، قال حفيده زيد الوزير: إنها تحت الطبع بتحقيقه، وأدرج منها حفيده أحمد بن محمد بن عبد الله خمس رسائل في كتابه المطبوع (الإمام محمد بن عبد الله الوزير)، ومن رسائله التي احتواها مجموع برقم 268 _ مكتبة آل الهاشمي:

أ - رسالة حول اختلاف أهل الفطن والعلوم من المسلمين فيما بينهم.
ب ـ رسالة إلى بعض العلماء والعقال، وقد بلغه أنهم كاتبوا الأمير محمد بن عايض.
ج ـ رسالة إلى أنصاره وأشياعه.
د ـ رسالة في الحثِّ على محاربة أعداء الدين. كتبها سنة 1288هـ.
هـ ـ رسالة أخرى سنة 1288هـ.
و ـ رسالة تذكير ونصيحة. خطت سنة 1282هـ.
ز ـ رسالة أخرى. خطت سنة 1274هـ.
ح ـ رسالة دعوته إلى علماء هجرة ضحيان وبقية الهجر. ـ خ ـ سنة 1281هـ.
ط ـ رسالة تعزية في القاضي عبد الله بن علي الغالبي، آخرها وصية لأولاده. خطت سنة 1279هـ.
ي - السيف الصارم المنتضى في الرَّد على السيد المرتضى. ـ خ ـ رقم 86 (مجاميع) _ المكتبة الغربية.
ك - صوارم الحق الباترة للوتين في الرد على شُبَهْ الزائغين. ـ خ ـ منه أربع نسخ بأرقام 110 ـ 113 _ المكتبة الغربية.
ل - القول الصائب في تحريم صرف الواجب. ـ خ ـ 116 (مجاميع) _ المكتبة الغربية.
م - رسالة والجواب عليها. (مؤلفات الزيدية).
ن - الشهد اليماني في الرَّد على الشوكاني.(هجر العلم).
ص - السيوف الهاشمية في الرد على أحمد بن إسماعيل العلفي. (هجر العلم).